# 马来西亚唱片工业公会
马来西亚唱片工业公会，是於1978年12月12日建立的馬來西亞非營利音樂協會，總部設立在吉隆坡。公会是國際唱片業協會的成員與国际标准音像制品编码管理機構，負責製作官方音樂排行榜「RIM 排行榜」和頒發唱片銷售認證。

## 外部連結
- 官方网站